# Perro de agua irlandés
El Irish Water Spaniel es un perro de agua y la más grande y una de las más antiguas razas de perro spaniel. Asimismo, es una de las más raras, siendo conocida, en ocasiones, como el "payaso" de los spaniels.

## Historia
Aunque las actuales especificaciones de la raza provienen de Irlanda, el origen último de la raza es desconocido. Es posible que más de una de las antiguas razas de spaniels estén involucradas en su origen.
No se tiene conocimiento de las razas, a partir de las cuales se desarrolló el Irish Water Spaniel, pues quien es considerado el padre de ésta, Justin McCarthy de Dublín, no dejó registros de ello.
Toda una gran variedad de perros se ha sugerido que podrían haber sido incluidos en su desarrollo, entre otros: el Poodle, el Perro de agua portugués y el Barbet, pero sus verdaderos antecesores o las mezclas que dieron origen al Irish Water Spaniel son objeto de una amplia especulación.
Lo único que está claro es que esta raza posee un antiguo linaje. Del mismo modo, se sabe que la raza actual fue desarrollada en Irlanda en la década de 1830.

## Temperamento
El Irish Water Spaniel es una raza de perro activa, que se encuentra usualmente en ambientes de trabajo donde se requieren retrievers. Son inteligentes, rápidos para aprender, alertas e inquisitivos. Exhiben a veces gestos graciosos mientras trabajan, por lo cual se ha ganado la reputación de "payaso".
Pueden ser muy buenas mascotas, ya son buenos con los niños y, generalmente, con otros animales domésticos. También pueden ser buenos perros de guardia si se les entrena para ello, llegando a proteger a su familia a toda costa; sin embargo, no son perros agresivos, sino todo lo contrario.

## Apariencia
El Irish Water Spaniel tiene un cuerpo fuertemente desarrollado y es más alto que los demás spaniels, con una talla que va desde los 56 a 61 cm (24 pulgadas) y un peso entre los 25 a 30 kg (55 a 65 libras).
Posee unas orejas grandes, caídas y cubiertas de pelo. Tiene un pelaje rizado, de pelos enrollados muy densos y pequeños, de color hígado o castaño rojizo oscuro.
Su cola no es muy larga, con pelo rizado en la base.